# Zaz (album)
Zaz è l'album di debutto della cantante soul francese ZAZ, pubblicato in Francia il 10 maggio 2010 dall'etichetta discografica Play On.
Il disco, promosso dal singolo Je veux, è stato in seguito distribuito anche in altre nazioni dalla Sony.
Alla realizzazione del disco ha partecipato anche il cantante Raphaël che ha scritto e prodotto alcune tracce. La stessa cantante, invece, ha partecipato alla scrittura di numerosi brani, mentre tra i produttori appaiono anche Alban Sautour, Kerredine Soltani e Germain Guyot.
L'album è stato acclamato dalla critica e ha raggiunto il primo posto della classifica francese degli album.

## Tracce
CD (Play On 88697667032 (Sony) / EAN 0886976670320)
1. Les passants – 3:33 (Tryss, Isabelle Geffroy)
2. Je veux – 3:39 (Kerredine Soltani, Tryss)
3. Le long de la route – 3:37 (Isabelle Geffroy, Mickaël Geraud)
4. La fée – 2:53 (Raphaël)
5. Trop sensible – 3:59 (Isabelle Geffroy)
6. Prends garde à ta langue – 3:41 (Isabelle Geffroy, Dino Cirone)
7. Ni oui ni non – 3:31 (Kerredine Soltani, Vivian Roost, Isabelle Geffroy)
8. Port coton – 2:56 (Raphaël)
9. J'aime à nouveau – 3:50 (Isabelle Geffroy, Mickaël Geraud)
10. Dans ma rue – 4:40 (Jacques Datin)
11. Éblouie par la nuit – 2:40 (Raphaël)

## Classifiche
| Classifica (2010-12) | Posizione massima |
| -------------------- | ----------------- |
| Austria              | 12                |
| Belgio (Fiandre)     | 51                |
| Belgio (Vallonia)    | 1                 |
| Croazia              | 2                 |
| Francia              | 1                 |
| Germania             | 3                 |
| Giappone             | 58                |
| Grecia               | 3                 |
| Italia               | 19                |
| Paesi Bassi          | 56                |
| Polonia              | 1                 |
| Repubblica Ceca      | 3                 |
| Russia               | 3                 |
| Spagna               | 93                |
| Svizzera             | 10                |